# Gisela Kozak
Gisela Kozak Rovero (Caracas, Venezuela, 14 de octubre de 1963) nació en Caracas, Venezuela ciudad en la que vivió hasta julio de 2017 es escritora, editora y profesora universitaria.Actualmente reside en la Ciudad de México donde trabaja  como  editora de la Revista Letras Libres (Conversaciones Globales) y como Profesora de cátedra del Instituto Tecnológico de Monterrey.

## Trayectoria
Ha publicado catorce libros entre novela, cuento, ensayo, investigación académica y compilaciones. Cuenta con una larga trayectoria docente y de investigación en la Universidad Central de Venezuela, institución donde llegó a titular (Full Professor). Feminista y activista LGBTQ+, Kozak ha participado activamente en los debates políticos de su país. Cuenta con textos narrativos y ensayísticos en Letras Libres, Gaceta del Fondo de Cultura Económica, Literal Magazine, El Cultural  (La Razón), Tiempos Modernos, Diálogo Político, El Nacional, Latin American Literature Today, The New York Times y Altaïr. Su texto “El lesbianismo en Venezuela es asunto de pocas páginas” obtuvo el Premio Sylvia Molloy-LASA (2009) al mejor artículo sobre sexualidad y género,  y su libro de cuentos Pecados de la capital ganó el Premio de Narrativa Armando Armas Alfonzo (1997).  Doctora y Magíster en Letras por la Universidad Simón Bolívar (Caracas) y Licenciada en Letras por la Universidad Central de Venezuela (Summa Cum Laude).

## Temas recurrentes
Dos temas siempre presentes en la literatura de Kozak son la preocupación por la ciudad y el mundo cultural actual. Así, la ciudad de Caracas y sus personajes son un tema presente y redundante en su obra literaria.
En sus textos científicos y literarios, Kozak está siempre comprometida con la realidad y la sociedad que le rodea. La suya es una literatura de compromiso. Se puede decir que la obra literaria de Gisela Kozak se desarrolla en el campo de la narrativa y específicamente en el cuento, donde la autora despliega todas sus cualidades metafóricas y simbólicas, cargadas de ironía y crítica social.
Como escritora de cuentos es una de las representantes más significativas del cuento venezolano contemporáneo. Ha recibido varios premios y reconocimientos por su obra literaria.

## Publicaciones
- 1993 Rebelión en el Caribe hispánicoː urbes e historias más allá del boom y la posmodernidad (Caracas, Ediciones La Casa de Bello) (ensayo)
- 1997 Pecados de la capital y otras historias (cuento)
- 1998 La catástrofe imaginaríaː cultura, saber, tecnología, instituciones (Caracas, Planeta-Celarg)(ensayo)
- 2006 Latidos de Caracas (Caracas: Alfaguara) (novela)
- 2007 Venezuela, el país que siempre naceː literatura, política y pasión de historia (Caracas: Alfadil)(ensayo)
- 2011 En rojo, narración coral (Caracas: Alfa) (cuentos)
- 2011 Todas las lunas (Caracas: Equinoccio) (novela)[4]
- 2012 Literatura asediada: revoluciones políticas, culturales y sociales (Caracas: EBUC) (investigación)
- 2014 Ni tan chéveres ni tan iguales. El «cheverismo» venezolano y otras formas del disimulo (Caracas, Punto Cero) (ensayo)
- 2017 Siete sellos: crónicas de la Venezuela Revolucionaria (Madrid:  Kalathos) (compiladora)
- 2019 La izquierda como autoritarismo en el siglo XXI. (Buenos Aires: CADAL) (compilación y prologo)
- 2021 Casa de ciudad. (Berlín: Ilíada Ediciones) (cuentos)
- 2023 Parque en ruinas. Venezuela y las izquierdas. (Caracas: Kalathos)
- 2025 El deseo es un piano invisible. (Miami, Suburbano)

## Premios y reconocimientos
- 1997 Premio Bienal de Narrativa Armas Alfonzo por Pecados de la capital
- 1999 Becaria del DAAD en Alemania[5]
- 1999 Finalista del Premio Miguel Otero Silva de la Editorial Planeta por Latidos de Caracas[5]
- 2003 Finalista en el concurso de cuentos de SACVEN por Vida de machos
- 2006 Mención de honor de la Bienal de Ensayo Enrique Bernardo Nuñez, Ateneo de Valencia por Venezuela, el país que siempre naceː literatura, política y pasión de historia
- 2009 Premio Sylvia Molloy al mejor artículo académico sobre sexualidad y género (2009) otorgado por Latin American Studies Association (LASA, USA-Canadá) por el artículo «El lesbianismo en Venezuela es asunto de pocas páginas».[5]
- 2012 finalista del Premio de la Crítica (2012) con la novela Todas las lunas.